# Gottower See
Der Gottower See ist ein rund fünf Hektar großes Gewässer in Gottow, einem Ortsteil der Gemeinde Nuthe-Urstromtal im Landkreis Teltow-Fläming.
Der See liegt im südlichen Teil der Gemarkung und rund fünf Kilometer östlich von Luckenwalde. Von dort verläuft die Straße Am Hammerfließ bzw. Damm in West-Ost-Richtung durch das Dorf und trennt die nördlich gelegene Wohnbebauung vom südlich gelegenen Gewässer.
Der See entstand durch einen Anstau des Hammerfließes, der bis in die 1950er Jahre per Wasserkraft eine Mühle antrieb. In den 1980er Jahren wurde Torf entnommen, der zu einer Vergrößerung der Fläche und Tiefe des Sees führte. Dadurch entstand ein rund 680 m langer und zwischen 60 und 90 m breiter See. Am östlichen Ende ist eine kleine unbenannte Insel.
Am Westufer befindet sich ein Strandbad mit einem rund 40 Meter langen Strand. Die Badewasserqualität wurde vom Land Brandenburg in den Jahren 2014 bis 2019 als „ausgezeichnet“ bewertet. Am nordöstlichen Ufer ist am Hammerfließ ein Rastplatz. Im See leben hauptsächlich Schleien, Weißfische, Hechte, Graskarpfen und der Aal.